# محطة قطار مولاي عبد القادر
محطة مولاي عبد القادر، هي محطة قطار جزائرية سابقة تقع في بلدية سيدي أحمد ، بولاية سعيدة .

## وضع السكك الحديدية
تقع المحطة على ارتفاع 1 085,840 متر فوق مستوى سطح البحر، عند نقطة الكيلومترية (PK) 261,700 من خط وهران – قنادسة [الفرنسية]، حيث تسبقها محطة خالف الله القديمة وتتبعها محطة البيضاء القديمة.

## تاريخ
وضعت المحطة في الخدمة في 11 يونيو 1881 أثناء افتتاح قسم  خالف الله إلى مدزبة من خط السكة الحديد الضيق القديم 1 055  مم من وهران إلى قنادسة ، حيث سبقتها محطة خالف الله وتبعتها محطة البيضاء.

### روابط خارجية
- "SNTF". Société nationale des transports ferroviaires (SNTF). مؤرشف من الأصل في 2025-05-05..